# Список умерших в 600 году

## Март
- 13 марта — Леандр Севильский, епископ Севильский (578/579—600), святой Православной и Католической церквей.

## Май
- 16 мая — Гонорат Амьенский, католический и православный святой, епископ Амьена (Франция).

## Дата смерти неизвестна или требует уточнения
- Ади ибн Зайд, арабский поэт доисламского периода.
- Анейрин, валлийский бард.
- Бхававарман I, король Ченлы (ок. 550—600).
- Вистахм, царь царей (шахиншах) Ирана (591—596).
- Геннадий, византийский военачальник (магистр армии) и наместник (экзарх) в провинции Африка.
- Минидог Богатый, король Дин-Эйдина (современного Эдинбурга).
- Суибне мак Колмайн, король Миде (587—600).
- Тоттика, правитель государства Куча цивилизации майя.
- Фортунат II, епископ Неаполя (593—600).
- Худбард, вождь племён оногуров (гуннов).